# Theodor Hintze
Theodor Hintze, född 3 april 1855 i Ystad, död 18 januari 1918, var en svensk jurist och ämbetsman. 
Hintze avlade hovrättsexamen i Lund 1877. Han blev polisintendent i Stockholm 1885, polismästare 1899 och underståthållare från 17 juni 1908 till sin död. I den egenskapen utfärdade han avrättningsordern för Alfred Ander och blev därmed den sista person i Sverige som i ett myndighetsbeslut beordrat att en människa skulle dö.